# Il'ja Markov
Il'ja Vladislavovič Markov (in russo Илья Владиславович Марков?; Asbest, 19 giugno 1972) è un ex marciatore russo, fino al 1991 sovietico, campione mondiale ed europeo della 20 km.

## Palmarès
| Anno                                     | Manifestazione    | Sede        | Evento         | Risultato | Prestazione | Note |
| ---------------------------------------- | ----------------- | ----------- | -------------- | --------- | ----------- | ---- |
| In rappresentanza dell' Unione Sovietica |                   |             |                |           |             |      |
| 1990                                     | Mondiali juniores | Plovdiv     | Marcia 10000 m | Oro       | 39'55"52    |      |
| 1991                                     | Europei juniores  | Salonicco   | Marcia 10000 m | Oro       | 41'11"22    |      |
| In rappresentanza della Russia           |                   |             |                |           |             |      |
| 1994                                     | Europei           | Helsinki    | Marcia 20 km   | 18º       | 1h26'53"    |      |
| 1995                                     | Mondiali          | Göteborg    | Marcia 20 km   | 4º        | 1h21'28"    |      |
| 1996                                     | Giochi olimpici   | Atlanta     | Marcia 20 km   | Argento   | 1h20'16"    |      |
| 1997                                     | Mondiali          | Atene       | Marcia 20 km   | dq        | dq          |      |
| 1997                                     | Universiadi       | Catania     | Marcia 20 km   | Oro       | 1h25'36"    |      |
| 1998                                     | Europei           | Budapest    | Marcia 20 km   | Oro       | 1h21'10"    |      |
| 1999                                     | Mondiali          | Siviglia    | Marcia 20 km   | Oro       | 1h23'34"    |      |
| 2000                                     | Giochi olimpici   | Sydney      | Marcia 20 km   | 15º       | 1h23'03"    |      |
| 2001                                     | Mondiali          | Edmonton    | Marcia 20 km   | Argento   | 1h20'33"    |      |
| 2003                                     | Mondiali          | Saint-Denis | Marcia 20 km   | 8º        | 1h20'14"    |      |
| 2005                                     | Mondiali          | Helsinki    | Marcia 20 km   | dq        | dq          |      |
| 2007                                     | Mondiali          | Osaka       | Marcia 20 km   | 9º        | 1h24'35"    |      |
| 2008                                     | Giochi olimpici   | Pechino     | Marcia 20 km   | 17º       | 1h22'02"    |      |